# Crô em Família
Crô em Família es una película de comedia brasileña de 2018. La película está basada en el personaje Crodoaldo Valério de la telenovela Fina Estampa, y también la secuela de Crô: O Filme de 2013. Es dirigida por Cininha de Paula y el guion escrito por el creador del personaje, Aguinaldo Silva. Con la colaboración de Virgílio Silva, Antonio Guerrieri, Sergio Virgilio, Bruno Aires y Leandro Soares.

## Trama
Ahora famoso y propietario de una escuela de etiqueta y finesse, Crô (Marcelo Serrado) te ves solo y sin familia con la separación de su marido Zarolho (Raphael Vianna) y la salida de su perrito. Un di, ello termina estando a merced de algunos supuestos parientes Marinalva (Arlete Salles), Orlando (Tonico Pereira), Luane (Karina Marthin) y Nando (João Baldasserini) que vino a buscarte debido a una marca de nacimiento en su culo. Junto a su institutriz, Armelinda (Rosi Campos) y sus mejores amigos inseparables Geni (Jefferson Schroeder) y Magda (Mary Sheila) Créo tratará de averiguar quién es su verdadera familia. Al mismo tiempo, tiene que lidiar con la persecución de la venenosa columnista de chismes Carlota Valdez (Monique Alfradique), que contrató a alguien para espiarlo. 

## Elenco
- Marcelo Serrado, Crodoaldo "Crô" Valério
- Monique Alfradique, Carlota Valdez
- João Baldasserini, Marinando "Nando"
- Arlete Salles, Marinalva
- Tonico Pereira, Orlando
- Rosi Campos, Armelinda
- Jefferson Schroder, Geni[10][11][12]
- Mel Maia, Liz
- João Bravo, Fábio Junior
- Karina Marthin, Luane
- Fabiana Karla, Jurema[13][14][15][16]
- Raphael Viana, Zarolho
- Mary Sheila, Magda
- Marcus Majella, Ferdinando[17][18]
- Luis Miranda, Dorothy Benson
- Pablo Sanábio, Policial 1
- Breno de Filippo, Policial 2
- Rodrigo Fagundes, Periodista
- Julio Braga, juez
- Selma Lopes, anciana
- Niana Machado, Niñera
- Ataíde Arcoverde, padre de Zarolho
- Jojo Todynho, Sí misma
- Pabllo Vittar, Sí misma[19][20]
- Preta Gil, Sí misma[21][22]
- Gigante Léo, Sí mismo
- Carol Sampaio, Sí misma